# Gopal Kiranti
Gopal Kiranti ou Gopal Kirati, âgé d'environ 42 ans (en 2008), est un homme politique népalais, membre du Parti communiste du Népal (maoïste) (ou PCN-M).
Le 10 avril 2008, lors de l'élection de l'Assemblée constituante, il est élu député dans la 1re circonscription du district de Solukhumbu.
Le 31 août 2008, dans le cadre du programme minimal commun (en anglais : Common Minimum Programme ou CMP) de gouvernement entre les maoïstes, les marxistes-léninistes et le Forum, il est nommé ministre de la Culture et de la Restructuration de l'État dans le gouvernement dirigé par Pushpa Kamal Dahal (alias « Prachanda »), lors de la seconde série de nominations et reçoit ses pouvoirs du Premier ministre, en présence du président de la République, Ram Baran Yadav.
Il inaugure un nouveau portefeuille puisque, précédemment, la culture était groupée avec le tourisme et l'aviation civile, départements ministériels confiés à Hisila Yami, elle aussi membre du parti maoïste. Dans les fonctions de ministre chargé de la culture, il succède à Prithvi Subba Gurung, membre du PCN-MLU. Les nouvelles fonctions relatives à la restructuration de l'État sont une nouveauté du cabinet à dominante maoïste. 